# The Magic Eye
The Magic Eye er en amerikansk stumfilm fra 1918 af Rae Berger.

## Medvirkende
- Henry A. Barrows - John Bowman
- Claire Du Brey - Bowman
- Zoe Rae - Shirley Bowman
- Charles Hill Mailes - Sam Bullard
- William A. Carroll - Jack